# Натрапчив импулс
„Натрапчив импулс“ (на английски: Compulsion) е американски филм от 1959 година с участието на Орсън Уелс, заснет от 20th Century Fox по мотиви от едноименния роман на Мейер Левин, основан на действителни събития.

## Сюжет
Чикаго, Илинойс, 1924 година. Добрите приятели Арти Строс (Брадфорд Дилман) и Джъд Стейнър (Дийн Стокуел) решават да извършат идеалното престъпление, според тяхното мнение. Те отвличат и убиват прибиращия се от училище малчуган Пол Кеслър. Двамата новоизпечени престъпници вярват, че убийството ще остане загадка за закона и няма да бъдат намерени никакви улики. Почти веднага полицията ги свързва с извършеното престъпление, защото открива очилата на Джъд върху тялото на убитото дете. Известния адвокат Джонатан Уилк (Орсън Уелс) се заема със защитата на убийците и проявявайки необикновена човечност, ги отървава от смъртното наказание.

## В ролите
- Орсън Уелс като Джонатан Уилк
- Даян Варси като Рут Еванс
- Дийн Стокуел като Джъд Стейнър
- Брадфорд Дилман като Арти Строс
- Е. Г. Маршал като окръжния прокурор Харълд Хорн
- Мартин Милнър като Сид Брукс
- Ричард Андерсън като Макс Стейнър
- Робърт Ф. Саймън като лейтенанта от полицията Джонсън
- Едуард Бинс като Том Дейли
- Робърт Бъртън като Чарлз Строс
- Уилтън Граф като мистър Стейнър
- Луиз Лоримър като майката на Строс
- Гавин МакЛеод като асистента на прокурора Падуа
- Тери Бекър като ядосания репортер

## Интересни факти
- С изключение на заглавните субтитри и финалната сцена, във филма липсва музика, което му придава по-голям психологически ефект.

## Награди и номинации
- Награди за най-добри мъжки роли на Орсън Уелс, Дийн Стокуел и Брадфорд Дилман от Международния кинофестивал в Кан, Франция през 1959 година.
- Номинация за наградата БАФТА за най-добър филм от 1960 година.
- Номинация за наградата Златна палма за най-добър филм от Международния кинофестивал в Кан, Франция през 1959 година.
- Номинация от „Режисьорската гилдия на Америка“ за изключителни постижения в режисьорската работа на Ричард Флейшър от 1960 година.
- Номинация за наградата Лоуръл за най-драматичен филм от 1960 година.
- Номинация от „Сценаристката гилдия на Америка“ за най-добър американски драматичен сценарий на Ричард Мърфи от 1960 година.